# شهرستان آیووا (ویسکانسین)
شهرستان آیووا، ویسکانسین (به انگلیسی: Iowa County, Wisconsin) یک سکونتگاه مسکونی در ایالات متحده آمریکا است که در ویسکانسین واقع شده‌است.

## خصوصیات
شهرستان آیووا ۱٬۹۸۹٫۱۲ کیلومترمربع مساحت دارد.